# こみっく☆すたじお
『こみっく☆すたじお』は、此ノ木よしるによる日本の漫画作品。『月刊ヤングマガジン』（講談社）2010年4月号から2012年5月号まで連載された。セルシスの漫画作成ソフト『ComicStudio』がタイトルの元ネタであるが、内容には特に関連性はない。

## ストーリー
漫画家になりたくて上京してきた相原実は、編集者の安永にアシスタントの仕事を紹介される。憧れの漫画家・高倉健二の職場で働けると喜んでいた実は、登った木から下りられなくて困っている女の子に出会う。この女の子こそが、高倉健二=瀬貝いちこだった。

## 登場人物
相原 実（あいはら みのる）
主人公。20歳。漫画家になることを夢見て栃木県から上京してきた。絵は下手なため、いちこの職場で家事担当のアシスタントとして働く。
瀬貝 いちこ（せかい いちこ）
『月刊ニャングマガジン』（某談社）という雑誌で格闘漫画『アルティメット番長』を描いている人気漫画家。ペンネームは「高倉健二（たかくら けんじ）」。見た目は幼い少女だが、年齢は20歳。見た目だけでなく性格も幼いところがある。背景を描くのは苦手。修羅場には、猫耳を頭に着けて気合を入れる。アシスタントとして雇った実に、少しずつ惹かれていく。
堀川 ひとみ（ほりかわ ひとみ）
いちこの職場のチーフアシスタント。住み込みで働いている。
西川 秋乃（にしかわ あきの）
いちこの職場のアシスタント。モブを描く担当。現役の女子高生。いちこをモデルにした「世界いちこ」という萌えキャラのキャラデザインをした。
安永さん（やすながさん）
某談社発行の雑誌『月刊ニャングマガジン』の編集者。いちこ（高倉健二）の担当。髭面のいかつい男性だが、「萌え」にこだわる。
桜塚 ちひろ（さくらづか ちひろ）
ひとみが、いちこ以外にアシスタントをしている漫画家。人気恋愛漫画『ピュア・ラブ』の作者。メガネをかけた若いイケメンの男性。性格は天然（ピュア）で、何の悪気もなく平然とセクハラをする。いちこの職場のメンバーとの合同飲み会で知り合った秋乃に興味を持つ。

## 既刊一覧
- 此ノ木よしる 『こみっく☆すたじお』 講談社〈ヤンマガKCスペシャル〉、全4巻
  1. 2011年1月6日発売 ISBN 978-4-06-361988-1
  2. 2011年6月6日発売 ISBN 978-4-06-382042-3
  3. 2011年12月6日発売 ISBN 978-4-06-382114-7
  4. 2012年6月6日発売 ISBN 978-4-06-382173-4